# 洪茂椿
洪茂椿（1953年9月17日—），中国无机化学家。

## 生平
生于福建莆田。1978年毕业于福州大学化学系。1981年获中国科学院福建物质结构研究所硕士学位。日本名古屋大学博士。中国科学院福建物质结构研究所研究员、所长。2003年当选为中国科学院院士。